# 正義論 (ロールズ)
『正義論』（せいぎろん、A Theory of Justice）は、1971年にジョン・ロールズにより著された政治哲学の著作。
1921年に生まれ、ハーバード大学で教鞭をとっていたロールズは本書で正義理論を展開することで、それまで停滞していた戦後の政治哲学の議論に貢献した。公民権運動やベトナム戦争、学生運動に特徴付けられるような社会正義に対する関心の高まりを背景とし、その後の社会についての構想や実践についての考察でしばしば参照されている。

## 内容
ロールズは価値（善の構想）の多元化を現代社会の恒久的特徴と捉えた。そのような状況にあっては、ある特定の善を正義と構想することはできない。ロールズは正義と善を切り離し、様々な善の構想に対して中立的に制約する規範を正義とした。このように、正義が善の追求を制約しうる立場（正の善に対する優先権）を義務論的リベラリズムと言う。正義は制度によって具現化し、公権力のみならず社会の基本構造を規制する性格を持つが、それが各人の基本的な自由を侵害するものであってはならないと考える。
ロールズはジョン・ロックやジャン＝ジャック・ルソーの政治思想で展開されている社会契約の学説を参照にしながら、社会を規律する正義の原理は、自己の利益を求める合理的な人々が共存するために相互の合意によってもたらする構想ととらえる。このような正義の原理を考案する方法を、公正としての正義と定義する。しかし、正義を公正性から解釈することは、古典的功利主義で論じられている効率としての正義の概念と対立せざるを得ない。
古典的功利主義は、効用を最大化しようとするひとりの人にとっての選択原理を社会全体にまで拡大適用するが、ロールズはこれに対して個人の立場や充足されるべき欲求は個々人で異なるものであるとし、「別個の人びとをあたかも単一の人格であるかのようにみなし、人びとの間で差し引き勘定をするような論法は成り立つはずもない。」と批判した。
公正としての正義は古典的功利主義の原理とは異なる二つの原理から成り立っている。
第一原理
　各人は、平等な基本的諸自由の最も広範な制度枠組みに対する対等な権利を保持すべきである。ただし最も広範な枠組みといっても他の人びとの諸自由の同様に広範な制度枠組みと両立可能なものでなければならない。

第二原理
社会的・経済的不平等は、次の二条件を充たすように編成されなければならない
　　ーー(a) そうした不平等が各人の利益になると無理なく予期しうること、かつ
　　　　(b) 全員に開かれている地位や職務に付帯すること

以上の正義理論は社会契約の仮想的状況から導出されるだけでなく、まっとうな道徳判断から帰納的に求める試みがあり、この手法はカント的構成主義と呼ばれている。カント的構成主義において人々は自由に正義の構想を形成する道徳的人格であり、社会は当事者の合意によって構築されるものである。
ロールズは、この正義の原理が正当なものかどうかを問うために、「原初状態」というシミュレーションモデルを提案した。原初状態とは、様々な善の追求者が同じ席に着き正義の原理について議論すると仮定するが、その席には自分の能力や思想、社会的立場など一切の特徴を認知できなくなる「無知のヴェール」がかけられている。自分が何者なのか、ある社会的制度に入った際にどの程度の社会的基本財が得られるかの予期がない状況で、ヴェールが剥がされた時に最悪な状況に置かれる可能性を考慮して議論すれば、「マクシミン・ルール（マクシミン戦略）」に基づいて、最も公正な正義の原理が導かれると主張した。

## 批判
この著作はさまざまな分野にインパクトを与え、停滞していた政治哲学を活性化させたが、多くの批判や論争も引き起こした。
マイケル・サンデルやアラスデア・マッキンタイアといったコミュニタリアンの立場からは、あるコミュニティのなかに共通する善き生き方と切り離された形で正義を考えることはできないという反論が行われた。
ノージックなどリバタリアニズムの立場からは、個人の能力の違いを制度によって矯正することは個人の権利を侵害すると反論が行われ、平等主義的な再分配の原理に批判が加えられた。また、平等という価値に好意的な立場を取るロナルド・ドウォーキンやアマルティア・センからも、社会が是正するべき不平等とは何かという点について異論が呈された。
社会主義の立場からも、マクファーソンが資本主義的な市場の原理がロールズの理想的社会に含まれているという考察を行った。これら批判に対してロールズは自説を修正し、1993年に『政治的リベラリズム』を発表している。